# Andrés de Vallejos
Andrés de Vallejos (1539-enero 1597) fue uno de los 63 primeros vecinos pobladores que acompañó a Juan de Garay en la expedición que culminó en la segunda fundación de la ciudad de Buenos Aires el 11 de junio de 1580.
En el reparto de tierras que Garay hiciera el 17 de octubre de aquel año se le adjudicó la manzana encerrada entre las actuales calles Bernardo de Irigoyen, Lima, Venezuela y México y un predio en la esquina de San Martín y Bartolomé Mitre.
El día 24 de ese mes se le adjudicó una estancia de 400 varas sobre la costa del Río de la Plata por una legua de fondo. 
Ejerció como Alcalde ordinario en el Cabildo de Buenos Aires. 
Una calle de la ciudad de Buenos Aires  lleva ese nombre en su homenaje. Cabe destacar que no todos los integrantes de la expedición son recordados de esta manera.